# إلعازار شاخ
إلعازار مناحيم شاخ (1 يناير 1899 - 2 نوفمبر 2001) كان رئيسًا للييشيفا بونيفاز ورئيس مجلس حكماء التوراة في أغودات يسرائيل ثم دجل توراة. منذ السبعينيات قاد الجمهور الليتواني الأرثوذكسي المتشدد في دولة إسرائيل، والذي اعتبره "أعظم جيل".
قبل التمرين النتن، عندما كان السؤال حول ما إذا كان حزب ديغال هاتورا سيؤيد ترشيح شمعون بيريز لمنصب رئيس الوزراء، انجذبت أنظار العالم إلى الحاخام شاخ، الذي كان من المفترض أن يتحدث في مؤتمر ديغال هاتوراه في صالة ياد الياهو الرياضية في تل أبيب. لم يتطرق الحاخام شيش بشكل مباشر إلى مسألة الانضمام إلى الحكومة في خطابه، لكنه اختار إلقاء محاضرة حول النقاط الرئيسية لوجهة النظر اليهودية، ومهاجمة اليسار لقطع الاتصال عن تقليد الأجداد. دخل خطاب الحاخام شيش في المعجم الإسرائيلي كـ "خطاب الأرانب والخنازير".
قال الحاخام شاخ، من بين أمور أخرى:
"لقد فصل التشكيل الماضي عن الشعب اليهودي. إذا كنت ترغب في بناء أمة لن تكون على اتصال بالأسلاف، فيجب أن تضيع. نلتقي اليوم بأطفال لا يعرفون كيف يشرحون ما "تذكر يوم السبت لتقدسه". هناك كيبوتسات لا يعرفون ما هو يوم كيبور ويربون الأرانب والخنازير. أليس عندنا توراة؟ أليس لدينا تقليد؟ لماذا نحن يهود، إن لم يكن التوراة؟".
وبثت كلمة الحاخام شيخ على الهواء مباشرة عبر العديد من وسائل الإعلام. اندلع جدل بعد تصريحاته. وزعمت مصادر علمانية أن الحاخام شيش يقدم العلمانيين الإسرائيليين بشكل سطحي. نشر يعد نعمان رد الحاخام شيش على النقد : " أنا أحبهم. إنهم جميعًا أبنائي، ومن المهم أن يسمع أطفالي ما أقوله لهم وعنهم، وقد سمعوا " .